# Synesthésie (revue en ligne)
Pour les articles homonymes, voir Synesthésie (homonymie).
Synesthésie, publiée par l'association du même nom, est une revue d'art publiée en ligne entre 1995 et 2008. Elle est à ce titre pionnière parmi les publications périodiques en ligne dédiées à faire vivre la création artistique.
Lancée sur Babelweb, Synesthésie est hébergée dès son second numéro par le Centre International de Création Vidéo Pierre Schaeffer (CICV) de Montbéliard.
Dirigée par Anne-Marie Morice, journaliste, critique d'art et commissaire d'exposition, la revue est dotée d'un comité éditorial de huit personnes. Chaque numéro (il y en a eu dix-neuf) bénéficie d'un design graphique et interactif spécifique réfléchi par des créateurs et créatrices comme Karine Lebrun, Nicolas Gans, Claude Closky, Constantin Petcu ou encore Michel Peneau.
La revue revendiquait un principe d'ouverture aux pratiques les plus diverses, tel que l'indique le nom de la publication, et tel que l'explique l'éditorial du second numéro : « Dans Synesthésie, nous ne faisons pas de différence entre peintres, photographes, vidéastes, plasticiens ou artistes utilisant les techniques numériques. Ce qui importe, c'est la démarche artistique et sa pertinence par rapport à notre époque ». Accueillir les pratiques numériques, notamment en ligne, dans le champ plus général de la création artistique n'était à l'époque pas une démarche évidente.
Parmi les collaborateurs réguliers de Synesthésie on peut nommer Jean-Jacques Gay, Bruno Guiganti, Véronique Godé, Carole Boulbès, Cyril Jarton, Paul Ardenne, Michel Gaillot, Cécile Bourne-Farrell, Jean-Claude Moineau, Isabelle Rieusset-Lemarié, Bulat Galeyev, etc. Un certain nombre d'artistes ont accompagné la revue dont Éric Maillet, Marion Baruch, Édouard Boyer, Antonio Gallego, Antoni Muntadas, Djamel Kokene, Lasdada, Orlan, Christine Melchiors, Catherine Poncin, Veit Stratmann, Nicolas Moulin, Nicolas Boone, Brigitte Zieger, Lucie de Boutiny, Régine Cirotteau, Isabelle Grosse, Vincent Epplay, Alain Bublex ou encore Katia Kameli.